# Кулига (Свердловская область)
Кулига — деревня в Свердловской области, входящая в муниципальное образование Алапаевское. Входит в состав Арамашевского сельского совета.

## География
Деревня расположена на левом берегу реки Шайтанка в 28 километрах на юг от города Алапаевск.

## Население
| 2002 | 2010 |
| ---- | ---- |
| 126  | ↘95  |